# 惊奇科学故事

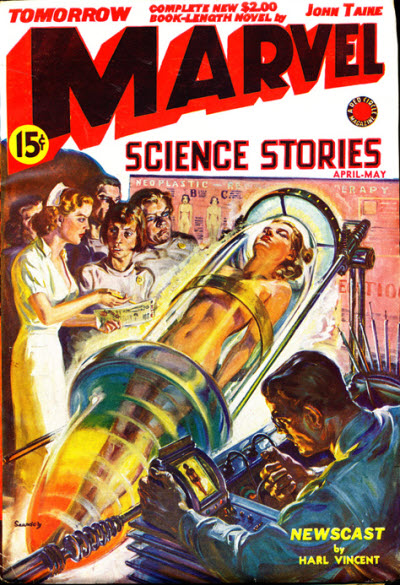
1939年4至5月《惊奇科学故事》，封面由诺曼·桑德斯设计

《惊奇科学故事》（英語：Marvel Science Stories）是罗伯特·埃里斯曼主编的美国纸浆杂志，最初由邮政出版社于1938年出版，停刊后又在1950年经体育馆出版社卷土重来，共发行15期。两家出版社均属亚伯拉罕·古德曼和马丁·古德曼兄弟所有，创刊号是1938年8月刊，刊载小说与大部分同类杂志相比包含更多色情内容，其中包括亨利·库特纳署本名或化名的多篇作品。杂志整体评价不佳，有读者批评库特纳的小说《时间陷阱》根本就是垃圾。《惊奇科学故事》是古德曼兄弟推出的第一本书名带有“惊奇”一词的杂志，1939年就有另一本杂志《漫威漫画》（又译《惊奇漫画》）面世。
杂志在1941年4月刊后停办，但1950年又借科幻杂志热潮的东风卷土重来，新的创刊号标识日期为1950年11月，共发行六期，最后一期是1952年5月刊。除库特纳外，杂志首轮出版发表的小说作者还包括亚瑟·伯克斯和杰克·威廉森等；第二轮刊登文章的作家包括亚瑟·查理斯·克拉克、杰克·万斯和斯普拉格·德·坎普等。科幻史学家约瑟夫·马尔凯萨尼认为，第二轮杂志品质优于首轮，但依然无法与停刊期间涌现的高质量杂志竞争。

## 出版史

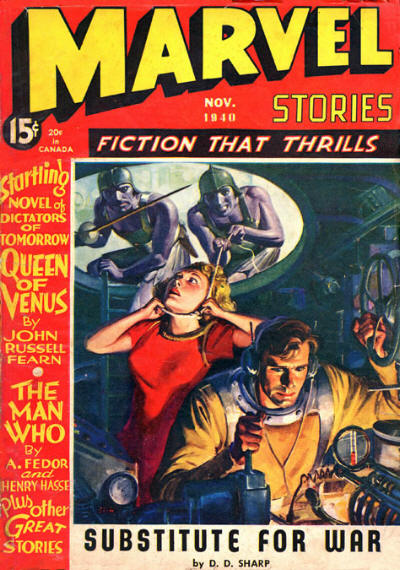
1940年11月《惊奇科学故事》封面

科幻文学作品早在20世纪20年代前就开始出版，但起初没有独立发行，直到1926年雨果·根斯巴克推出历史上第一本纯科幻杂志《惊人故事》（Amazing Stories）才改变局面。1931年《奇迹科学奇幻故事》（Miracle Science and Fantasy Stories）面世后，美国连续多年没有推出新科幻杂志。1936年，拥有多家出版公司和商标的亚伯拉罕·古德曼（Abraham Goodman）与马丁·古德曼（Martin Goodman）兄弟发行《卡扎》（Ka-Zar）杂志，书名模仿漫画人物泰山，刊有部分边缘科幻内容。杂志只持续三期，最后一期是1937年1月刊。除这本与科幻勉强沾边的杂志外，古德曼兄弟还从1937年开始出版多本涉及“古怪威胁”的纸浆杂志，如这年八月的《侦探短篇故事》（Detective Short Stories）和1938年3月的《神秘传说》（Mystery Tales）这类杂志大多以包含“性爱和虐待”情节闻名，内容通常是女人因某种超自然因素身陷险境，但最终揭开的谜底表明一切都是人类反派的阴谋。1938年下半年，他们又推出罗伯特·埃里斯曼（Robert O. Erisman）主编的《惊奇科学故事》，初步构想是科幻而非古怪威胁杂志。但是，古德曼兄弟其他杂志中“性爱和虐待”的一面对新杂志影响显著，出版商往往要求作者在文章中加入比当时大部分科幻小说更多的色情内容。此外，《惊奇科学故事》是古德曼兄弟出版的第一本书名带有“惊奇”（Marvel）的杂志，此后他们又用该词为多本杂志命名，其中又以次年面世的《漫威漫画》（又译《惊奇漫画》）最富盛名。选择“惊奇”可能是为了取悦广告商惊奇家用工具（Marvel Home Utilities）和惊奇神秘油（Marvel Mystery Oil），也可能只是因为该词英语和业主马丁·古德曼的名字接近。
《惊奇科学故事》的创刊号是1938年8月刊，这年五月就开始在报摊销售。杂志推荐小说是亚瑟·伯克斯（Arthur J. Burks）的《生存》（Survival），该文没有任何色情内容，获得读者普遍好评。前几期杂志中的大部分内容不致冒犯读者，但每期都有的亨利·库特纳作品情况完全不同。库特纳一直在定期向古德曼兄弟其他杂志供稿，埃里斯曼与古德曼兄弟都曾要求他向《惊奇科学故事》提供一些“更有情趣”的作品，于是创刊号和第二期杂志上就分别登有他的《太空复仇者》（Avengers of Space）和《时间陷阱》（The Time Trap）。据科幻史学家麦克·阿什利（Mike Ashley）描述，《太空复仇者》包含“外星人在裸体地球女人背后流口水的情节”。这些作品激起读者强烈反弹，日后成为出版商和自家科幻杂志主编的威廉·哈姆林（William Hamling）给杂志社来信称：“我正准备写信祝贺你们的时候看到库特纳的《时间陷阱》。别的不提，我只能说：拜托！以后把杂志裡这种纯粹的垃圾清理掉！”除这两篇小说以外，前两期杂志还各有一篇库特纳署化名的作品，同样令包括哈姆林在内的部分读者深感冒犯。

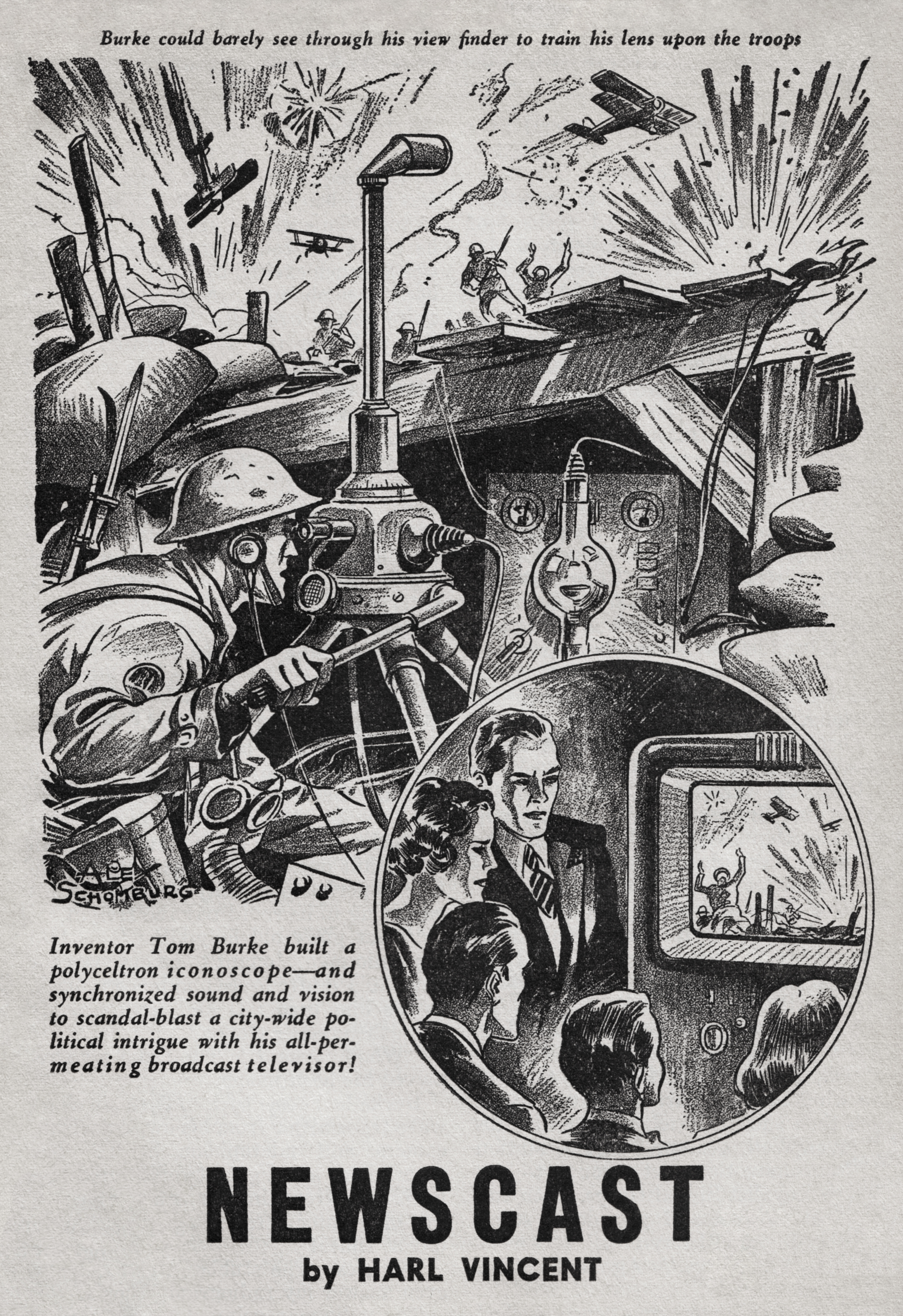
1939年5月杂志刊登哈尔·文森特小说《新闻广播》的插图

杂志从第六期开始更名《惊奇传说》（Marvel Tales），同时以“激情”、“在罪行中迷失”或“疯狂情欲”为卖点的文章数量急剧增多。部分小说并不像宣传语中那样挑逗情节充斥，但据科幻史学家约瑟夫·马尔凯萨尼（Joseph Marchesani）记载，还是有许多作品“女人被困、火烧或受到其他虐待，鞭子抽动的频率高到不合情理”。此时虽有很多纸浆杂志封面采用胸部很大的女人形象，但《惊奇科学故事》的内容依然特别露骨。曾于1969年撰文表示：“1938到39年……某本我暂不点名的杂志大概有五六期”发布“内容火辣”的作品，讲述“外星怪兽对地球女人的火热激情。衣服总被扯得七零八落，并用各种复杂深奥的措辞形容（女人的）乳房”，以此迎合“少数读者”直到“自取灭亡”。
杂志在1941年4月刊后停办，但1950年又借科幻杂志热潮兴起的东风卷土重来。仍在为古德曼兄弟工作的埃里斯曼名义上继续担任主编，但实际编辑工作大多是由丹尼尔·凯斯完成，1951年的杂志将他列为“助理编辑”。新一轮杂志的第一期是1950年11月刊，发行两期后改为文摘杂志尺寸，但1952年5月的最后一期又改回纸浆杂志规格。重新上市的杂志有许多名作家投稿，如亚瑟·查理斯·克拉克、阿西莫夫、李察·麦森、威廉·泰恩、杰克·万斯和雷斯特·德尔·雷伊（Lester del Rey），但文章品质一般。在马尔凯萨尼看来，埃里斯曼和凯斯选登的作品与第二次世界大战前的《惊奇传说》相比虽有进步，但科幻文学这些年已经变得更趋复杂，昔日《惊奇传说》的供稿作家此时已将最好的作品投向其他出版物。1960年，威廉·诺尔斯（William Knoles）在《花花公子》发表《史莱姆神的女孩》（Girls of the Slime God），阿西莫夫认为该文基本上是根据《惊奇科学故事》上的作品创作。

## 书目详细信息
| | 一 | 二  | 三 | 四  | 五  | 六 | 七 | 八  | 九 | 十 | 十一 | 十二 |
| 1938 |    |     |    |     |     |    |    | 1/1 |    |    | 1/2  |      |
| 1939 |    | 1/3 |    | 1/4 | 1/4 |    |    | 1/5 |    |    |      | 1/6  |
| 1940 |    |     |    |     | 2/1 |    |    |     |    |    | 2/2  |      |
| 1941 |    |     |    | 2/3 |     |    |    |     |    |    |      |      |
| 1950 |    |     |    |     |     |    |    |     |    |    | 3/1  |      |
| 1951 |    | 3/2 |    |     | 3/3 |    |    | 3/4 |    |    | 3/5  |      |
| 1952 |    |     |    |     | 3/6 |    |    |     |    |    |      |      |
| 《惊奇科学故事》出版详细信息，表格最左侧是年份，上方是月份， 其他数字代表“卷号/期数”，杂志主编均为罗伯特·埃里斯曼。 |    |     |    |     |     |    |    |     |    |    |      |      |

杂志首轮共发行九期，其中第一卷六期，第二卷三期，均为纸浆杂志规格，原定为双月刊但从未按时发行；前四期128页，后五期112页，定价均为15美分。前五期杂志名为《惊奇科学故事》，第六至七期更名《惊奇传说》，后两期再度更名《惊奇故事》（Marvel Stories）。前四期的出版商是芝加哥邮政出版社（Postal Publications），后五期是纽约和芝加哥西部出版社，两间公司的业主都是古德曼兄弟，罗伯特·埃里斯曼任主编。1950年11月杂志恢复发行并持续六期，发行周期基本保持在季刊范围，均为128页，定价25美分。前两期和最后一期为纸浆杂志规格，中间三期（1951年5月至1951年11月）改为文摘杂志尺寸。前三期书名回归《惊奇科学故事》，后三期改为《惊奇科幻》。杂志由纽约体育馆出版社（Stadium Publishing）发行，同样是古德曼旗下产业。
1951年2月的《惊奇科学故事》存在英国重印版，由索普与波特公司（Thorpe & Porter）发行，标识日期1951年5月。科幻目录学家布拉德·戴（Brad Day）声称第二轮发行的《惊奇科学故事》另有五本英国重印版，但没有相应杂志存世，也没有年代更近的目录学记载。1977年，古德曼兄弟推出科幻文摘杂志《天空世界》（Skyworlds），阿什利声称这“无疑是（20世纪70年代）最糟糕的”科幻杂志，书中文章几乎全部是从第二轮发行的《惊奇科学故事》转载。

## 脚注
1. ↑  Edwards & Nicholls (1992), pp. 1066–1068.
2. ↑  Ashley (2000), p. 98.
3. 1 2 3 4 5 6 7  Marchesani (1985), pp. 398–401.
4. 1 2 3  Ashley (2000), pp. 120–123.
5. ↑  Bell & Vassallo (2013), p. 55.
6. ↑  Ashley (2000), p. 245.
7. ↑  pontin20081020.
8. 1 2  nightfall_307.
9. ↑  Ashley (2005), p. 42.
10. ↑  knoles1960.
11. ↑  Ashley (1985), pp. 577–579.